# Parc national de la Baie de Baly
Le parc national de la Baie de Baly est un parc national situé dans le nord-ouest de Madagascar créé en 1997.
Connu pour être l’alliance réussie entre deux biodiversités différentes : l’écosystème terrestre et l’écosystème marin et côtier[réf. nécessaire].
La baie de Baly est l’unique habitat de la tortue endémique Angonoka, une tortue qui ne sort pas des frontières de Soalala, aussi appelé Astrochelys yniphora.C’est une tortue rare dans son propre habitat naturel, le fourré à Perrierbambos madagascariensis, lui aussi endémique de Soalala. Les lacs et marais parsemés ici et là dans le parc protègent aussi de grands oiseaux d’eaux migrateurs qui vivent en colonie ou des tortues d’eau douce classées « en danger » comme l’Erymnochelys madagascariensis.

## Géographie
Le parc se trouve dans la région Boeny, à 150 km de Mahajanga. Les prochaines communes sont : Soalala et Ambohipaky.
Sa bordure sud est formée par la rivière Kapiloza.

## Faune et flore
L’Angonoka, tortue à soc, ou Astrochelys yniphora est l’animal le plus emblématique de Baly, car endémique de cette région.